# Bateria Strand

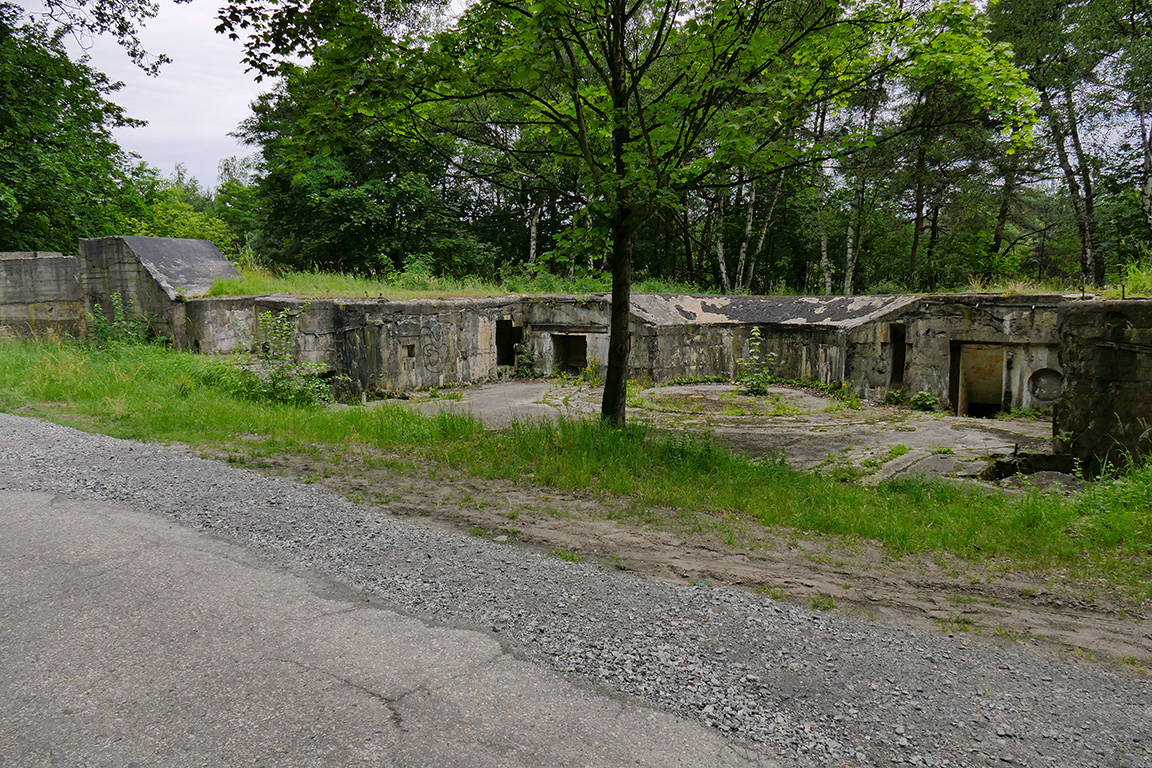
Bateria Strand (Plażowa, Brzegowa) – widok współczesny

Bateria Strand (w polskiej literaturze określana też jako Bateria Plażowa lub Bateria Brzegowa) – jeden z elementów zbudowanego na początku XX w. artyleryjskiego systemu obrony ujścia Świny. Obiekt, wybudowany w latach 1909–1910, był, jak na ówczesne czasy, konstrukcją bardzo nowoczesną.
Bateria położona jest w prawobrzeżnej części Świnoujścia, na wyspie Wolin, ok. 300 m na południe od brzegu morskiego i ok. 500 m na wschód od Świny, bezpośrednio przy ul. Ku Morzu.
Bateria posadowiona została na wydłużonym, liczącym ok. 100 m długości, dwukondygnacyjnym bloku bateryjnym. Blok ma silną konstrukcję: został wykonany z żelbetu (co było wówczas nowością), jego ściany czołowe mają grubość 3 m, a stropy 1,5. Na dolnej kondygnacji bloku znalazły się magazyny amunicyjne i schrony dla załogi, a na górnej – odkrytej (niezadaszonej) stanowiska artyleryjskie.
Baterię wyposażono w 4 nowoczesne, szybkostrzelne armaty kalibru 150 mm (S.K. L/40) o zasięgu prawie 20 km. Dzięki czteropunktowemu zawieszeniu, lufy tych armat mogły być obniżane i podwyższane bez zmiany kąta ich nachylenia, co znakomicie chroniło działo i obsługę przed obserwacją i ogniem płaskim przeciwnika (tzw. znikające działo). Amunicja do armat dostarczana była ze znajdujących się niżej magazynów przy pomocy wind.
W pobliżu zainstalowano, służący do kierowania ogniem, dalmierz typu okrętowego.
Zgodnie z postanowieniami traktatu wersalskiego bateria została rozbrojona. W 1927 bateria została ponownie uzbrojona w typowe armaty o tym samym kalibrze co poprzednio. W czasie II wojny światowej (najprawdopodobniej w 1941 r.) armaty zostały przez Niemców zdemontowane w celu wykorzystania na innych odcinkach frontu.
Po drugiej wojnie światowej wojska radzieckie posadowiły na bloku bateryjnym dwie armaty 130 mm, dwie kolejne umiejscowiono w pobliżu, na wschód od baterii, były to armaty typu B-13. Po zachodniej stronie baterii wybudowano stalowo-betonową wieżę stanowiącą punkt kierowania ogniem. Elementy te zostały zlikwidowane w latach sześćdziesiątych XX w.
Bateria nigdy nie prowadziła ognia do okrętów przeciwnika.